# Villa del Campo
Villa del Campo és un municipi de la província de Càceres, a la comunitat autònoma d'Extremadura (Espanya).

## Demografia
| 2001 | 2002 | 2003 | 2004 | 2005 | 2006 | 2007 |
| ---- | ---- | ---- | ---- | ---- | ---- | ---- |
| 649  | 629  | 612  | 615  | 596  | 581  | 574  |